# Музей-садиба Рєпіна «Пенати»
 Музе́й-сади́ба Рє́піна «Пена́ти» — музейний заклад, створений на місці колишньої садиби художника Рєпіна Іллі Юхимовича (1844–1930).

## Історія до перевороту 1917 р
У 1898 р. Ілля Рєпін обійняв посаду ректора в Петербурзькій академії мистецтв. Стабільний матеріальний стан художника дав можливість придбати земельну ділянку на північному березі Балтійського моря на шляху до міста Виборг. З 1899 р. Рєпін почав там розпланування ділянки та будівництво дерев'яної будівлі з майстернею. Садиба отримала назву «Пенати» на честь давньоримських богів-охоронців домашнього помешкання, хоча будинок нічим не нагадував житло стародавніх римлян. Споруда була еклектичною, дерев'яною і мала декор дерев'яної сецесії.

## Складові частини садиби
- Будинок з майстернею
- Пейзажний парк
- Парковий павільйон — храм Осиріса та Ізиди (дерев'яний)
- Майданчик Гомера перед храмом
- Парковий павільйон (дерев'яний) — оглядова вежа (альтанка Шехерезади)
- Артезіанський колодязь
- ставки
- «Лава великого гніву» (лава в парку, де Рєпін критикував твори молодих художників)
- «Чугуєвська горка» — пагорб у парку на честь міста Чугуїв, Україна
- Будинок сина Юрія Рєпіна (знищений, не відновлений)
- Могила Іллі Рєпіна

## Нордман-Северова

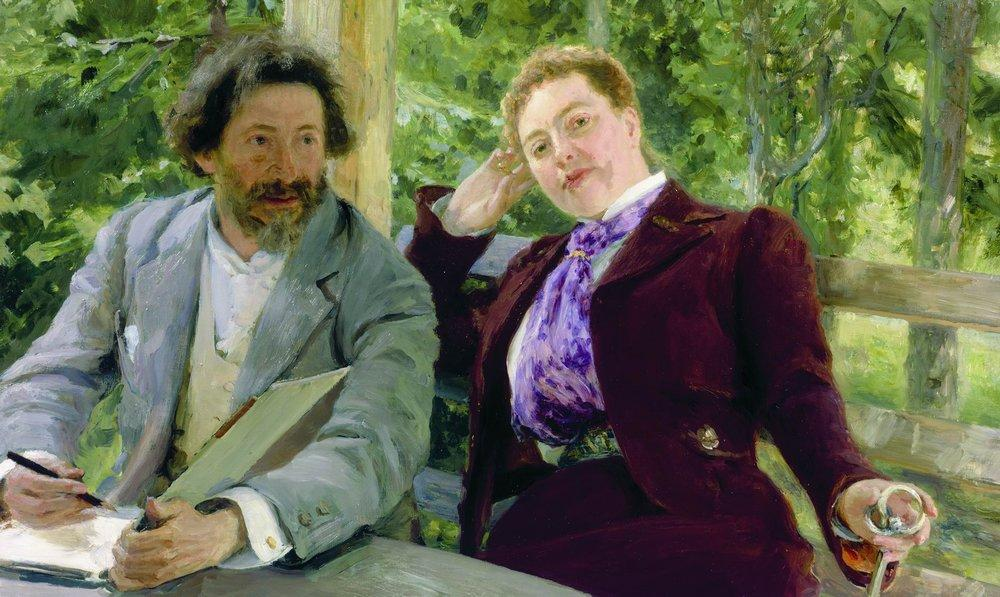
Рєпін, автопортрет з Нордман-Северовою (Атенеум, Гельсінки)

Ілля Юхимович був одружений двічі. Стосунки з першою дружиною митця не задовольнили, і він розірвав їх. У 1891 році він познайомився з Наталією Борисовною Нордман (яка писала під псевдонімом Северова), донькою адмірала, особою яскравою, оригінальною. Освічена та нетипова в поглядах і вчинках жінка займалася літературою, графікою, навіть фотографією, знала щонайменше чотири мови. У 1900 р. вони з Рєпіним побралися офіційно, хоча Рєпін був старший за неї. В маєтку Нордман, яку назвали «Пенати», Рєпін і оселився разом з дітьми. Себе Нордман позиціонувала як письменницю. Велику кількість ілюстрацій до оповідань та видань Нордман створив саме Рєпін.
Різниця у віці з Нордман-Северовою спонукала художника створити заповіт на ім'я нової дружини, аби та мала власну домівку і не залежала від дітей Рєпіна від першого шлюбу. Віддаючи належне обдаруванню чоловіка і його місцю в культурному і художньому житті Російської імперії, Нордман-Северова в свою чергу склала заповіт, за яким будинок садиби та її майно по її смерті переходили в володіння Петербурзької Академії мистецтв.
Нордман хворіла на сухоти (туберкульоз), тому в черговий раз виїхала у Швейцарію на лікування. Ускладнення хвороби призвело до смерті, і її поховали у Швейцарії, могила збережена. Рєпін мешкав в «Пенатах» до власної смерті. Він і оприлюднив новий заповіт Нордман-Северової, залишивши її волю незмінною. На той час син художника Юрій мешкав у власному будинку на території парку. Господарство вела донька художника — Віра Іллівна, особа буржуазного виховання, налаштована відверто антирадянськи. Антирадянську налаштованість мав і сам Ілля Юхимович, що обумовило небажання співпрацювати з владою більшовиків, небажання перебратися на житло в СРСР і отримати радянське громадянство.

## Історія після 1917 р
Після 1917 р. територія розташування садиби «Пенати» відійшла до новоствореної держави Фінляндія, що отримала в 1918 р. (на відміну від тогочасної України) незалежність за декретом. Рєпін та його родина не ставилися прихильно до влади більшовиків. А на хвилі мільйонної еміграції росіян з країни та через громадянську війну не побажали повернутися до більшовицької Росії. До того ж, спосіб життя у Фінляндії для старого художника суттєво не змінився. Він зробив декілька спроб встановити тісніші стосунки з урядом Фінляндії, що створила власну державність, та подарував частину своїх творів та картини російських художників капіталістичного періоду музею Атенеум у Гельсінки. Ставлення у Фінляндії до старого художника було цілком задовільним.
Рєпін помер у 1930 р. і був похований на території садиби згідно з власним заповітом.
На новому етапі історії північна територія Балтики наново відійшла під залізну руку Московського уряду, і садиба опинилася на території СРСР. Музей вперше відкрили в садибі 1940 р. Назва місцевості «Куоккала» (як і більшість фінських назв поряд за часів СРСР) була замінена на російську — Рєпіно. Жива на той час донька художника Віра Іллівна евакуювалась вглиб Фінляндії.

## Доля садиби «Пенати» в СРСР
Дерев'яна будівля була надзвичайно пошкоджена пожежею за часів 2-ї світової війни. Дерев'яний будинок і майстерні, будинок сина Юрія (котрий за часів СРСР використали як фондосховище) зникли. За короткий передвоєнний період не встигли навіть створити обміри садибного будинку. До захоплення садиби фашистами встигли евакуювати лише мистецькі колекції і картини, побутові речі, фото, частину невеликих меблів. Решта залишених речей в садибі і великі меблі були знищені, серед них — і відомий круглий стіл.

## Представник парадного фасаду радянської імперії
Незважаючи на емігрантське минуле відомого художника (несхвального в СРСР), ставлення до Рєпіна з боку комуністичного уряду було прихильним. Пропагандистська машина СРСР оголосила Рєпіна представником «критичного реалізму» і перемістила на парадний фасад радянської імперії. Хоча Рєпін не був ні радикально налаштованим в політиці, ні прихильником радикально-репресивних реформ сталінського режиму. Рєпін був добре вбудованим в державні установи ще Російської імперії, був ректором Академії і типовим буржуазним митцем з ліберальними поглядами. В СРСР на це заплющили очі. Як і на те, що художник ще за життя вніс на рахунок Петербурзької Академії 30 000 рублів на утримання садиби «Пенати» по його смерті. Якби не більшовицький переворот у жовтні 1917 року, тут все одно б створили музей-садибу художника.

## Трагічна доля петербурзьких садиб
Десятки петербурзьких дворянських садиб за часів СРСР були доведені до аварійного стану і покинуті. Винятком стануть одиничні ансамблі, які як і в Москві, залишили зразками назавжди (як тоді оголосили) зниклого устою експлуататорів в окремій країні. В перелік збережених в Москві потрапили садиби Кусково, Архангельське (де жив сам Троцький і де відпочивали більшовики), Кузьмінки, Вороново (будинок відпочинку посадовців Держплану СРСР), Валуєво. Статус охоронних під Петербургом отримали лише декілька колишніх садиб царської родини (Петергоф (палацово-парковий ансамбль), Оранієнбаум, Великий Гатчинський палац, що мав цей статус лише до зруйнування в війні). Садиби не рятували ні значна мистецька вартість, ні історичне минуле, ні участь в побудові-перебудовах найкращих архітекторів минулого, котрих вимушено ввели навіть в радянські енциклопедії (садиба Тайці, арх. Старов Іван Єгорович, садиба Гостилиці, арх-ри Вартоломей Растреллі і Штакеншнейдер Андрій Іванович, садиба Ропша, арх. Антоніо Порта і садівник Т. Грей, садиба Диліци біля Царського Села, садиба Былогорка Єлисєєвих, П'ята Гора Брискорнів, садиби Врангелів, Альбрехтів тощо).

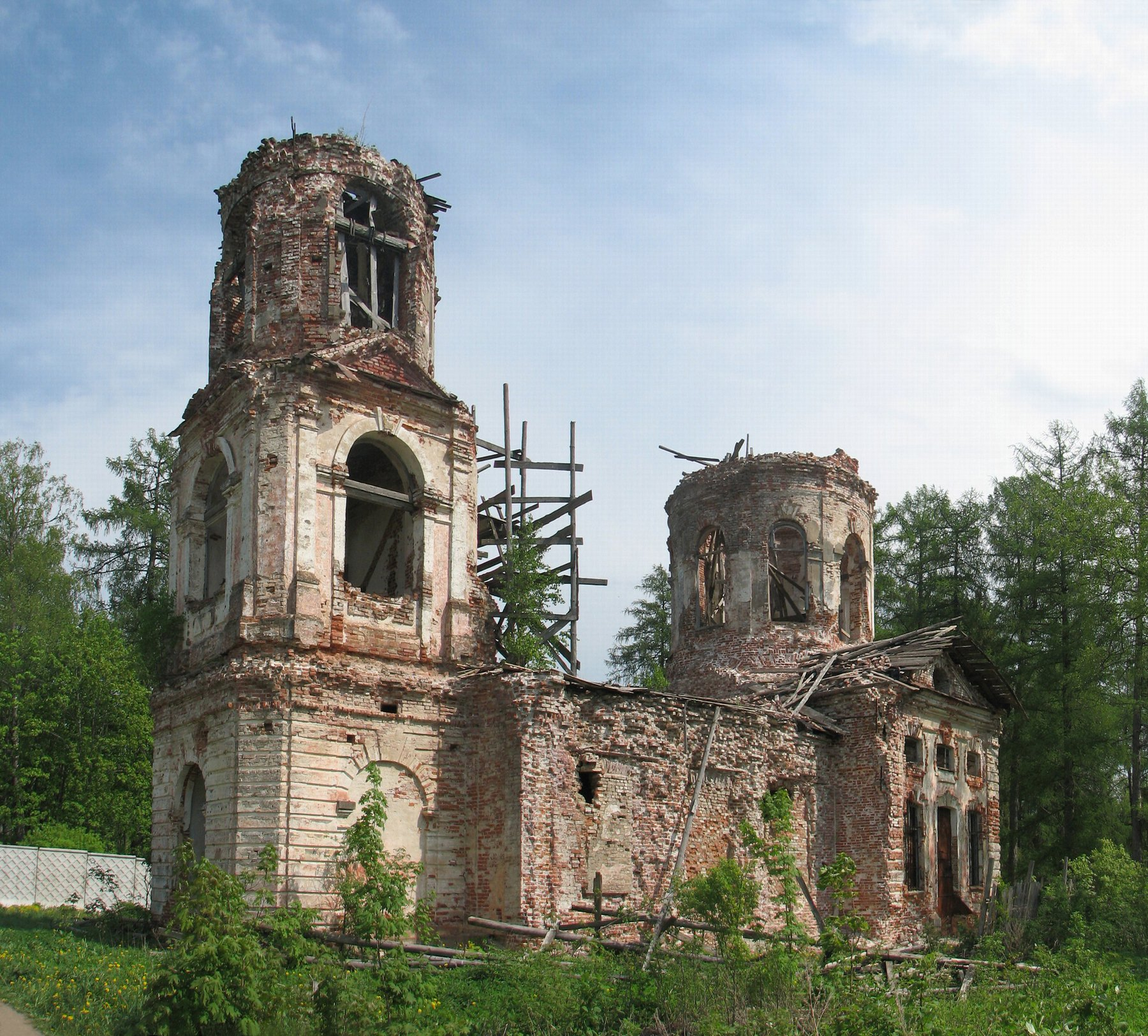
Садиба Диліци біля Царського Села, стан на 2007 р.
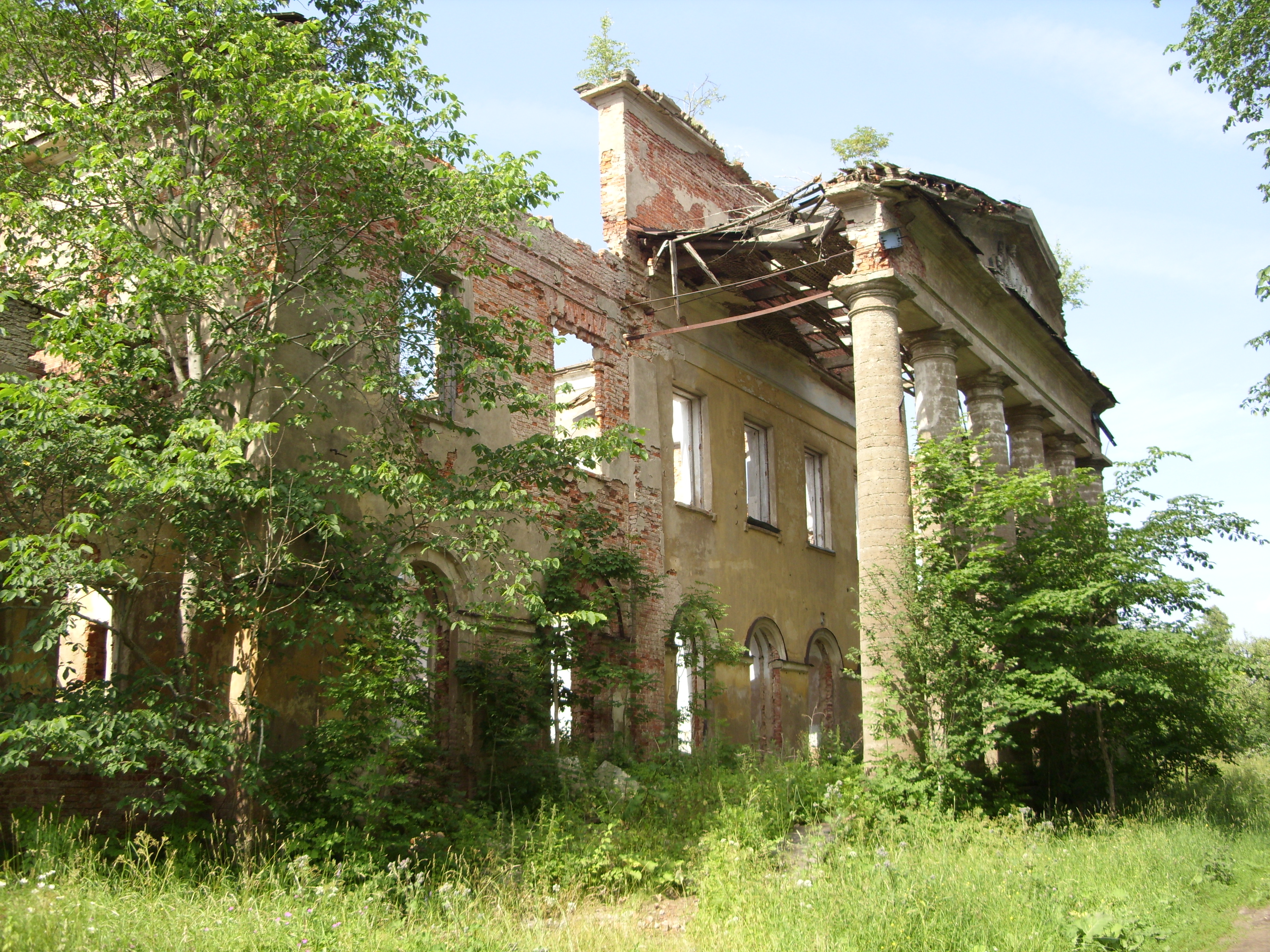
Садиба Котли, Ленінградська область, на 2010 р.
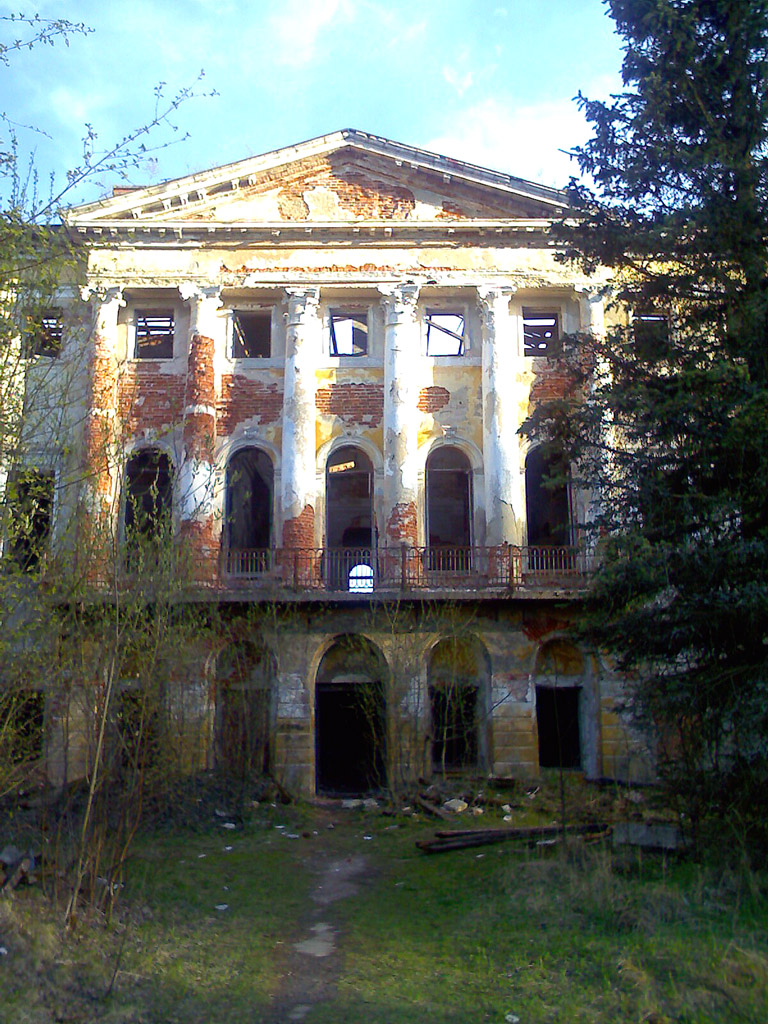
Садиба Гребньово після пожежі, на 2007 р.

## Відновлення садиби «Пенати»
Садибі Рєпіна «Пенати» пощастило. На тлі повсюдної руйнації садиб цю зробили винятком. Її розпорядились відновити і без обмірів, які не встигли зробити. Архітектори орієнтувались на кам'яні підмурки, залишені після пожежі. Зовнішній вигляд садиби відновили згідно з численними фото, яких, на щастя, було вдосталь. Так садиба «Пенати» виявилась практично єдиною дерев'яною, відновленою в повоєнні роки в Ленінградській області. Тисячі дерев'яних садиб і дач доби сецесії (також і в околицях Рєпіно) були остаточно втрачені.
Втраченій круглий стіл створили наново, завдяки тому що в архівах Державного Російського музею знайшли його креслення. Ілля Юхимович та Наталя Нордман не замовляли унікальних меблів, а користувались готовими, які продавали в капіталістичному Петербурзі.
Садибу відновили і 24 липня 1962 р. тут створено музей вдруге. Тим паче, що меблі, картини і малюнки художника були вивезені напередодні війни в запасники Академії мистецтв і не були втрачені.
В музеї відтворена атмосфера колишньої садиби митця та його другої дружини. Зали прикрашені автентичними меблями кінця XIX ст. та частково меморіальними речами, оригіналами картин самого Рєпіна та його сина, маловідомого художника. Меморіальна частина будинку складається з — передпокою, зимової веранди, їдальні, вітальні, майстерень Іллі Рєпіна, зимової та літньої.
Музей-садиба увійшла до переліку Всесвітного надбання ЮНЕСКО.

## Адреса
Пос. Репино, Приморское шоссе, 411. (Відкрито для відвідин з 10.30 до 17.00, вихідні — понеділок, вівторок. Дістатися музею-садиби «Пенати» можна електропотягом від Фінляндського вокзалу (напрямок у бік Зеленогорська та міста Виборг), зупинка — Рєпіно, далі — за дороговказом. Увага: обслуговування — тільки екскурсійне.)